# Cornélia (gens)

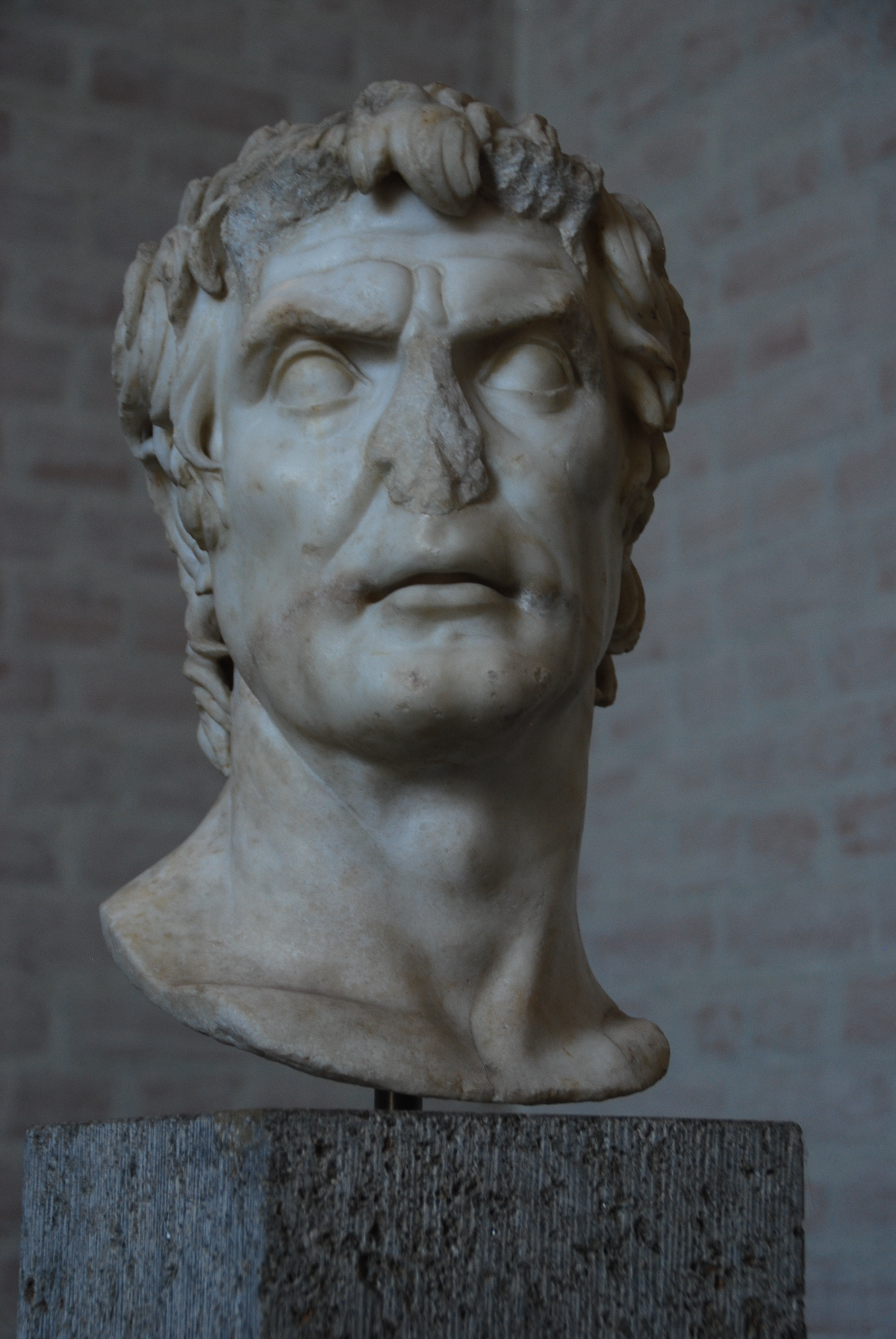
Busto de Lúcio Cornélio Sula, um dos mais famosos membros da gente Cornélia.

A gens Cornélia (em latim: gens Cornelia; pl. Cornelii) foi a mais distinta de todas as gens da Roma Antiga, especialmente por ter produzido a maior quantidade de pessoas ilustres entre todas as grandes casas de Roma. O primeiro a chegar ao consulado foi Sérvio Cornélio Cosso Maluginense, cônsul em 485 a.C.. Juntamente com os Fábios e Valérios, os Cornélios competiam pelos cargos mais altos da magistratura romana do século III a.C. em diante. Mais de 30% de todos os consulados foram ocupados por pessoas desta gente e muitos dos grandes generais romanos também eram Cornélios.

## Origem
A origem dos Cornélios se perdeu na história, mas o nome "Cornelius" pode ser uma referência a um hipotético cognome "Corneus", que significa "cornudo", ou seja, "de pele grossa ou calosa". A existência deste cognome em períodos muito antigos pode ser inferida pela existência de seu diminutivo, "Corneolus".
Outra possibilidade é que o nomes tenha relação com o cognome "Cossus", utilizado nos tempos mais antigos pelos membros da gente. "Cossus" pode ser um prenome arcaico utilizado pelos ancestrais dos Cornélios que teria depois sido utilizado como cognome pela gente. Um evento similar aconteceu com a gente Furia, originalmente "Fusia", que evidentemente era derivada do prenome arcaico "Fusus". Os Fúrios depois utilizaram "Fusus" como cognome, exatamente como os Cornélios fizeram com "Cossus". Muito depois de esta família ter desaparecido, "Cossus" foi revivido como prenome pelos Cornélios tardios.

## Prenomes
Os Cornélios empregaram uma ampla variedade de prenomes ("praenomina") e cada família tinha suas preferências. Sérvio, Lúcio, Públio, Cneu e Marco eram utilizados pela maioria das famílias. Aulo foi utilizado pelos Cornélios Cossos, Caio, tanto pelos Cornélios Cetegos quanto os Lêntulos, e Tibério, pelos Lêntulos, que mais tarde reviveram o cognome "Cosso" como um prenome.
No século I a.C., o ditador Lúcio Cornélio Sula batizou seus filhos gêmeos de Fausto e Fausta, revivendo um antigo prenome que foi regularmente utilizado pelos seus descendentes nos dois séculos seguintes, a única família patrícia a ter utilizado este nome. Acredita-se que a filha mais nova de Sula teria se chamado Póstumo, embora nenhuma outra instância deste nome entre os Cornélios seja conhecida.

## Ramos e cognomes

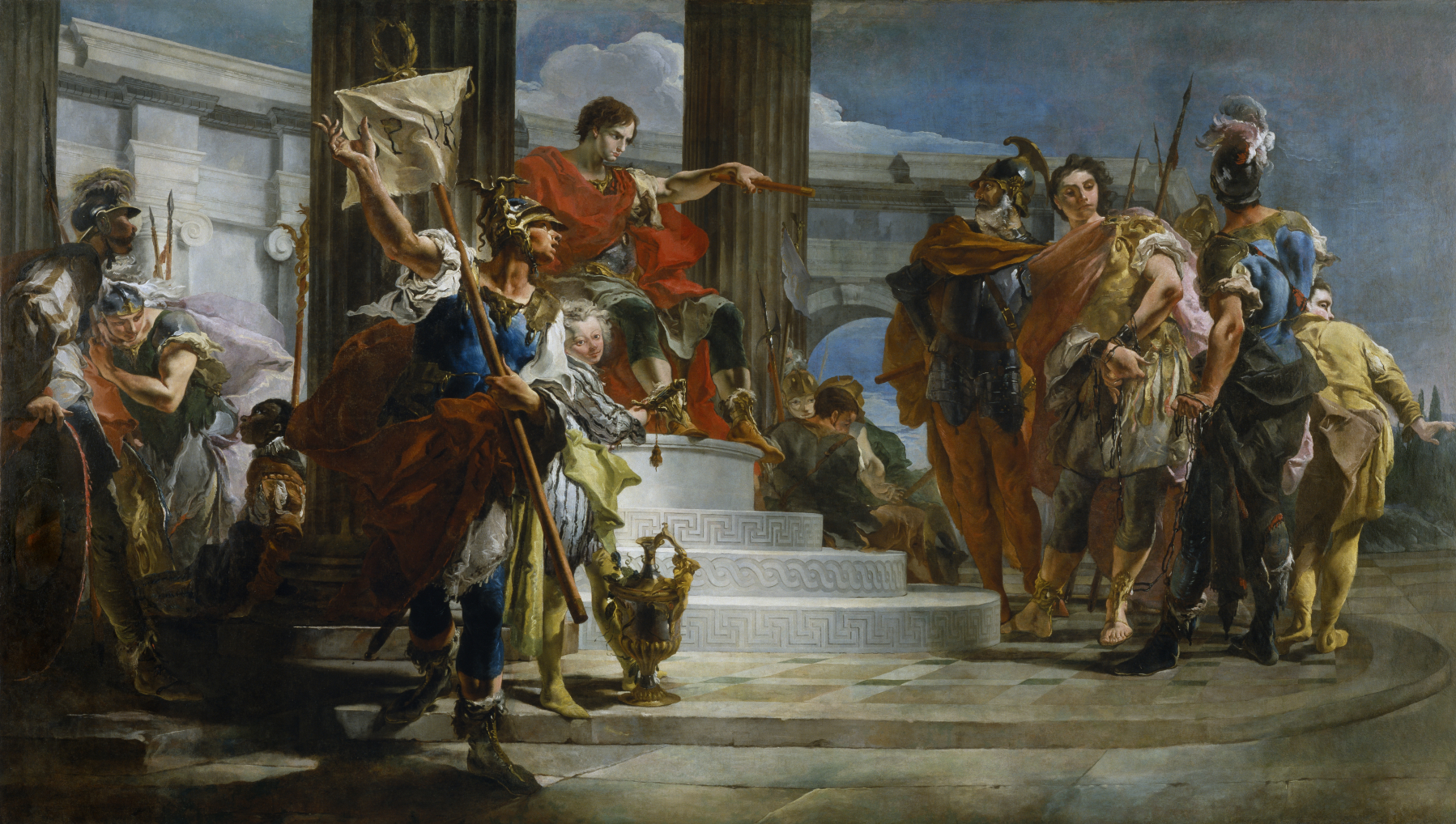
Cipião Africano libertando Massiva.
1719 e 1721. Por Tiepolo, no Museu de Arte Walters, em Baltimore, EUA.

A gente Cornélia incluía ramos patrícios e plebeus, mas todas as grandes famílias eram patrícias: Arvina, Blásio, Cetego, Cina, Cosso, Dolabela, Lêntulo, Maluginense, Mamula, Merenda, Mérula, Rufino, Escápula, Cipião, Sisena e Sula. As famílias plebeias eram Balbo e Galo. Além disso há vários cognomes dados aos libertos da gente, como Crisógono, Culeolo e Fagita. Há ainda diversos plebeus mencionados sem nenhum cognome. Na época do Império Romano, o número de cognomes (famílias) cresceu consideravelmente.
A "estirpe" mais antiga dos Cornélios eram os Cossos e os Maluginenses, que, originalmente, eram, com grande probabilidade, uma única família, pois ambos os cognomes apareciam primeiro unidos, como no caso de Sérvio Cornélio Cosso Maluginense, cônsul em 485 a.C.. Logo depois, porém, as famílias se separaram. Os Cossos produziram muitos homens proeminentes nos séculos V e IV a.C., mas depois desapareceu. Os últimos cônsules da família tinham o agnome Arvina. Mais tarde, "Cosso" reapareceu como prenome na família dos Lêntulos, outro ramo dos Cornélios. Os Maluginenses foram cônsules pela última vez em 367 a.C..
Os Cornélios Cipiões ("Scipio") aparecem pela primeira vez no século IV a.C., com Públio Cornélio Cipião, que foi mestre da cavalaria do ditador Marco Fúrio Camilo em 396 a.C. e tribuno consular no ano seguinte. Os Fastos Capitolinos identificam este mestre da cavalaria como sendo "Públio Cornélio Maluginense", o que sugere que os Cipiões podem ter se originado como um ramo dos Maluginenses.
Acredita-se que o cognome "Scipio", que significa vara ou cajado, teria sido dado a um Cornélio por ele ter sido como um cajado para guiar seu pai cego ("patrem pro baculo regebat") e o apelido foi deixado para os filhos como nome de família. Alguns dos maiores homens da Roma Antiga foram desta família e tinham os seguintes agnomes: Africano, Asiático, Asina, Barbato, Calvo, Híspalo, Násica e Serapião. Com o cognome adicional "Orfito", a família continuou proeminente até o século II.
"Lêntulo" (em latim: Lentulus) era o nome da mais altiva família da gente Cornélia; tanto que Cícero criou as palavras "appietas" e "lentulitas" para expressar as qualidades do partido aristocrático (optimates). Quando plebeus aparecem utilizando o nome (como tribunos da plebe, por ex.), sem dúvida eram descendentes de libertos da família. Conta-se que "Lentulus" seria derivado de "lens", "lentilha". Porém, o adjetivo latino "lentulus" significa "lento". Os Lêntulos apareceram pela primeira vez na história na época do saque de Roma pelos gauleses, no início do século IV a.C., e permaneceram relevantes até o século I. Eles utilizaram os agnomes Caudino, Clodiano, Crus, Getúlico, Lupo, Maluginense, Marcelino, Níger, Rufino, Cipião, Esfínter e Sura.
Os Cornélios Rufinos apareceram na segunda metade do século IV a.C., começando com Públio Cornélio Rufino, ditador em 334 a.C.. Pelo cognome "Rufino", que significa "avermelhado, é possível inferir que o primeiro de sua família era ruivo. Um descendente desta família foi o primeiro a assumir o cognome "Sula" na época da Segunda Guerra Púnica. O nome provavelmente era diminutivo de "Sura", um cognome encontrado em diversas gentes, incluindo os Cornélios Lêntulos. Plutarco, que acreditava erroneamente que Lúcio Cornélio Sula seria o primeiro a utilizar este cognome, defendia que tratava-se de uma referência a uma compleição pessoal manchada de vermelho, enquanto que Macróbio Ambrósio Teodósio entendia que o termo seria uma derivação de "Sibila", uma etimologia rejeitada por Quintiliano. Os Sulas continuaram a ocupar as posições mais altas até o período imperial, alguns deles com o agnome Félix.
Os Dolabelas ganharam notoriedade pela primeira vez no século III a.C. e permaneceu relevante até a segunda metade do século I. Os Cornélios Blásios floresceram por cerca de um século, começando no início do século III a.C. Os Cetegos, que apareceram pela primeira vez na última metade do século III a.C., foram descritos por Horácio como "cinctuti Cethegi", por manterem o antigo costume romano de vestirem roupas sem manga.
Os Cornélios Balbos não eram, de forma estrita, parte da gente Cornélia. O primeiro não era sequer cidadão romano e sim um nativo de Gades; seu nome original provavelmente tinha alguma semelhança com o termo latino "Balbus". Caio Cornélio Galo, o poeta e, depois, prefeito do Egito, era evidentemente de ascendência gaulesa. Ainda muito jovem, vivia na cidade romana de Fórum Júlio e foi presumivelmente libertado por um dos Cornélios Cinas ou Sulas. Nenhum de seus descendentes atingiu qualquer proeminência.

## Membros

### Cornélios Maluginenses
- Sérvio Cornélio Cosso Maluginense, cônsul em 485 a.C..
- Lúcio Cornélio Maluginense, cônsul em 459 a.C..
- Marco Cornélio Maluginense, um membro do Segundo Decenvirato em 450 a.C..[11][12]
- Marco Cornélio Maluginense, cônsul em 436 a.C..
- Públio Cornélio Maluginense, tribuno consular em 404 a.C..
- Públio Cornélio Maluginense, tribuno consular em 397 e 390 e mestre da cavalaria em 396 a.C..
- Públio Cornélio Maluginense Cosso, tribuno consular em 395 e cônsul em 393 a.C..
- Marco Cornélio Maluginense, censor em 393 a.C..
- Sérvio Cornélio Maluginense, tribuno consular em 386, 384, 382, 380, 376, 370 e 368 a.C..[13][14]
- Marco Cornélio Maluginense, tribuno consular em 369 e 367 a.C..[15]
- Sérvio Cornélio Maluginense, mestre da cavalaria em 361 a.C..

### Cornélios Cossos
- Sérvio Cornélio Cosso Maluginense, cônsul em 485 a.C..
- Sérvio Cornélio Cosso, tribuno consular em 434 a.C..[16][17]
- Aulo Cornélio Cosso, cônsul em 428 e tribuno consular em 426 a.C., matou Lars Tolúmnio, rei de Veios.
- Públio Cornélio Cosso, tribuno consular em 415 a.C..[18][19]
- Cneu Cornélio Cosso, tribuno consular em 415 e cônsul em 409 a.C..
- Aulo Cornélio Cosso, cônsul em 413 a.C..
- Públio Cornélio Cosso, tribuno consular em 408 a.C..[20][21]
- Públio Cornélio Rutilo Cosso, ditador em 408 e tribuno consular em 406 a.C..
- Cneu Cornélio Cosso, tribuno consular em 406, 404 e 401 a.C..
- Públio Cornélio Maluginense Cosso, tribuno consular em 395 e cônsul em 393 a.C..
- Aulo Cornélio Cosso, ditador em 385 a.C..
- Aulo Cornélio Cosso, tribuno consular em 369 e 367 a.C..[15]
- Aulo Cornélio Cosso Arvina, cônsul em 343 e 332 e ditador em 322 a.C..
- Públio Cornélio Arvina, cônsul em 306 e 288 e censor em 294 a.C..

### Cornélios Cipiões
- Públio Cornélio Maluginense Cipião, mestre da cavalaria em 396 a.C. e tribuno consular em 395 e 394 a.C..[22]
- Lúcio Cornélio Cipião, um dos dois primeiros edil curules nomeados em 366 a.C. e mestre da cavalaria em 350 a.C..
- Lúcio Cornélio P. f. Cipião, cônsul em 350 a.C..
- Públio Cornélio Cipião Escápula, cônsul em 328 a.C. e ditador em 306..[23][24]
- Lúcio Cornélio Cipião Barbato, cônsul em 298 a.C. e censor em 280 a.C..
- Cneu Cornélio Cipião Asina, cônsul em 260 e 254 a.C., durante a Primeira Guerra Púnica.
- Lúcio Cornélio Cipião, cônsul em 259 a.C. e censor em 258 a.C., capturou Sardenha e Córsega.
- Públio Cornélio Cipião Asina, cônsul em 221 a.C..
- Cneu Cornélio Cipião Calvo, cônsul em 222 a.C., assassinado na Hispânia em 211 a.C..
- Públio Cornélio Cipião, cônsul em 218 a.C., assassinado na Hispânia em 211 a.C..
- Lúcio Cornélio Cipião, irmão do anterior.
- Públio Cornélio Cipião Africano, conquistador de Aníbal; cônsul em 205 e 194 a.C. e censor em 199 a.C.; príncipe do senado.
- Públio Cornélio Cipião Násica, cônsul em 191 a.C..
- Lúcio Cornélio Cipião Asiático, cônsul em 190 a.C.. Conquistador de Antíoco III, o Grande em 189 a.C..
- Públio Cornélio Cipião Africano, eleito áugure em 180 a.C. e flâmine dial.
- Lúcio Cornélio Cipião Africano, pretor peregrino em 174 a.C., expulso do Senado Romano pelos censores.
- Cornélia Africana Maior, esposa de Públio Cornélio Cipião Násica Córculo.
- Cornélia Africana, esposa de Tibério Semprônio Graco Maior.
- Cneu Cornélio Cipião Híspalo, cônsul em 176 a.C..
- Lúcio Cornélio Cipião Asiático, questor em 167 a.C..
- Públio Cornélio Cipião Násica Córculo, cônsul em 162 e 155 a.C. e censor em 159 a.C.; príncipe do senado.
- Públio Cornélio Cipião Emiliano Africano Menor, cônsul em 147 e 134 a.C. e censor em 142 a.C..
- Cneu Cornélio Cipião Híspalo, pretor em 139 a.C..
- Públio Cornélio Cipião Násica Serapião, cônsul em 138 a.C..
- Públio Cornélio Cipião Násica, cônsul em 111 a.C..
- Cneu Cornélio Cipião Híspalo, impedido pelo Senado de seguir para sua província, a Hispânia[25] consul 171 a.C..[26]
- Públio Cornélio Cipião Násica, pretor em 94 a.C..
- Lúcio Cornélio Cipião Asiático, cônsul em 83 a.C..[27]
- Lúcio Cornélio Cipião Asiático Emiliano, filho mais velho de Marco Emílio Lépido, adotado pelo cônsul em 83 a.C..[27]
- Quinto Cecílio Metelo Pio Cipião Násica, cônsul em 52 a.C..
- Cornélia Metela, filha do cônsul Quinto Cecílio Metelo Pio Cipião Násica; casada primeiro com Públio Licínio Crasso e, depois da morte dele, com Pompeu.
- Públio Cornélio Cipião, segundo marido de Escribônia, futura esposa de Augusto.
- Cornélia, filha de Públio Cornélio Cipião Salvito e enteada de Augusto; casou-se primeiro com um Sexto Júlio César; depois de sua morte, com Lúcio Emílio Lépido Paulo.
- Públio Cornélio Cipião Salvito, acompanhou Júlio César em sua campanha na África em 46 a.C..[28][29][30][31]
- Públio Cornélio Cipião, cônsul em 16 a.C..
- Cornélia, casada com  Paulo Emílio Lépido, cônsul sufecto em 34 a.C..
- Sérvio Cornélio Orfito, cônsul em 51.[32][33]
- Públio Cornélio Cipião, cônsul em 56.[34][35]
- Públio Cornélio Cipião Asiático, cônsul em 68.[36]
- Cornélio Cipião Orfito, cônsul sufecto em 101.[1]
- Sérvio Cipião Orfito, cônsul em 149.[1][37]

### Cornélios Lêntulos

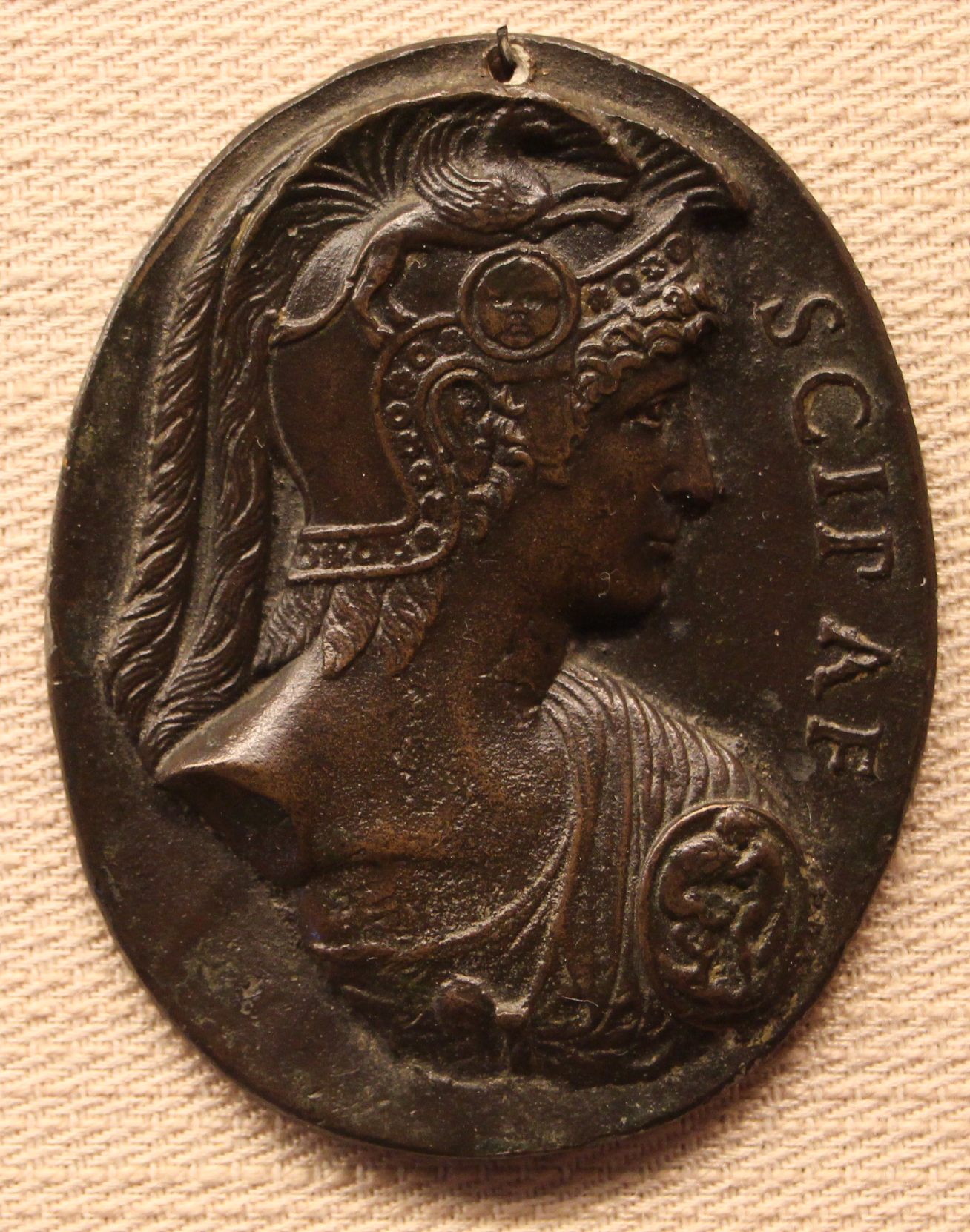
Efígie de Cipião, o Africano, o conquistador de Aníbal na Segunda Guerra Púnica.

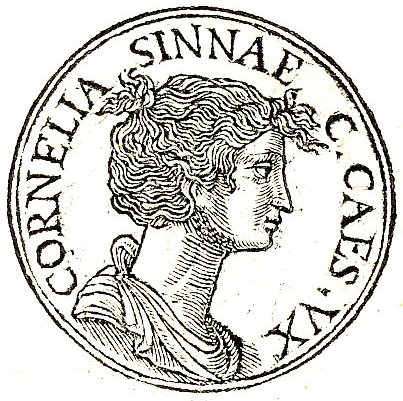
Cornélia Cinila, filha de Cina, esposa de Júlio César e mãe de sua única filha conhecida.

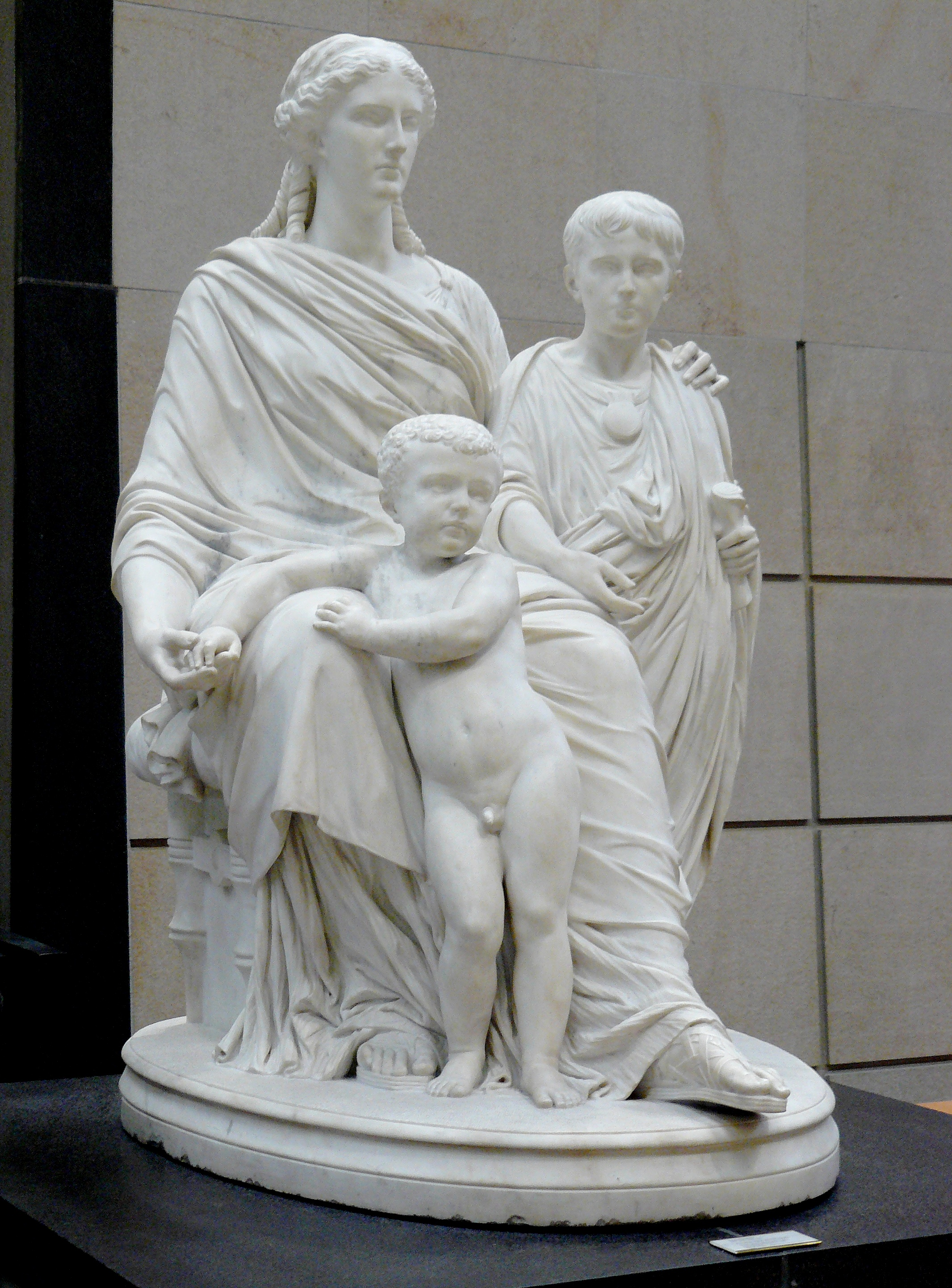
Estátua de Cornélia Africana e seus dois filhos famosos, Tibério e Caio Graco.

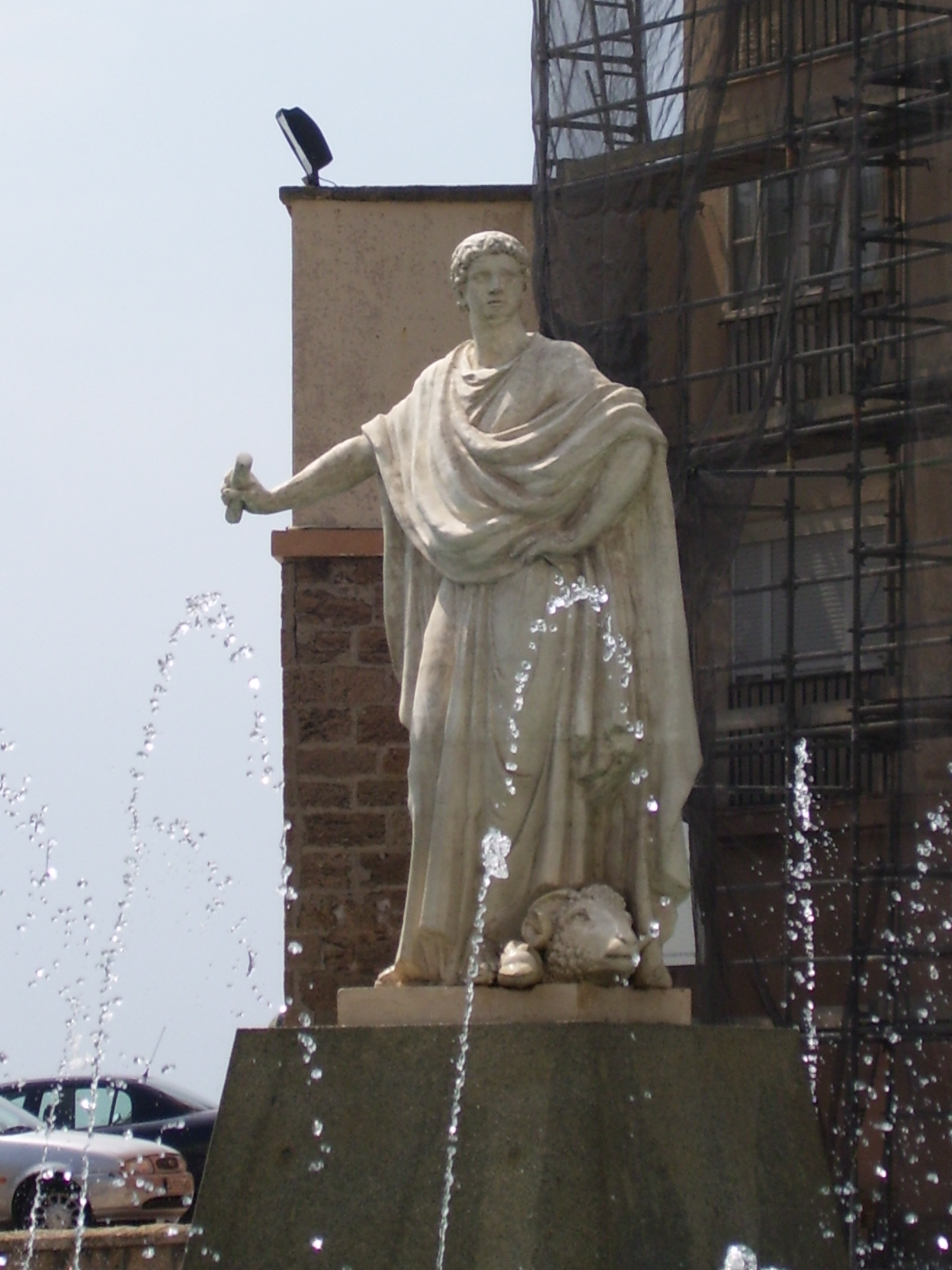
Estátua de Lúcio Cornélio Balbo Menor em Cádis, na Espanha.

- Lúcio Cornélio Lêntulo, o único senador que votou, segundo filho, contra subornar Breno e os gauleses para que deixassem Roma em 389 a.C.[38]
- Lúcio Cornélio Lêntulo, cônsul em 327 a.C. e ditador em 320 a.C..
- Sérvio Cornélio Lêntulo, cônsul em 303 a.C..[5][39]
- Tibério Cornélio Lêntulo, filho do cônsul em 303 a.C..[1]
- Lúcio Cornélio Lêntulo Caudino, cônsul em 275 a.C..[5]
- Lúcio Cornélio Lêntulo Caudino, cônsul em 237 a.C..
- Públio Cornélio Lêntulo Caudino, cônsul em 236 a.C..[5]
- Lúcio Cornélio Lêntulo Caudino, edil curul em 209 a.C..[40]
- Públio Cornélio Lêntulo, pretor em 214 a.C..
- Sérvio Cornélio Lêntulo, edil curul em 207 a.C. e tribuno militar na Hispânia em 205 a.C..[41]
- Públio Cornélio Lêntulo Caudino, pretor em 204 a.C..
- Cneu Cornélio Lêntulo, cônsul em 201 a.C..
- Lúcio Cornélio Lêntulo, cônsul em 199 a.C..
- Caio Cornélio Lêntulo, triúnviro para a fundação de uma colônia romana em 199 a.C..[42]
- Sérvio Cornélio Lêntulo, embaixador enviado à Grécia em 171 a.C. e pretor na Sicília em 169 a.C..[43]
- Públio Cornélio Lêntulo, irmão do pretor em 169 a.C., também enviado à Grécia como embaixador em 171 a.C..[44]
- Lúcio Cornélio Lêntulo, mensageiro de Lúcio Emílio Paulo Macedônico depois da derrota de Perseu da Macedônia em 168 a.C..[45]
- Públio Cornélio Lêntulo, cônsul sufecto em 162 a.C..
- Lúcio Cornélio Lêntulo Lupo, cônsul em 156 e censor em 147 a.C..
- Cneu Cornélio Lêntulo, cônsul em 146 a.C..
- Lúcio Cornélio Lêntulo, pretor em 140 a.C..[46]
- Cornélio Lêntulo, pretor na Sicília, derrotado por volta de 134 a.C. durante a Primeira Guerra Servil.[47]
- Cneu Cornélio Lêntulo, cônsul em 97 a.C..
- Cneu Cornélio Lêntulo Clodiano, cônsul em 72 e censor em 70 a.C..
- Públio Cornélio Lêntulo Sura, cônsul em 71 a.C., posteriormente um dos conspiradores de Catilina.
- Públio Cornélio Lêntulo Esfínter, cônsul em 57 a.C..
- Públio Cornélio Lêntulo Esfínter, partidário de Pompeu e posteriormente um dos conspiradores contra Júlio César.
- Públio Cornélio Lêntulo Marcelino, filho de Marco Cláudio Marcelo, foi adotado por um dos Cornélios Lêntulos. Oficial de Pompeu durante a guerra contra os piratas em 67 a.C. e um orador de considerável mérito.[48][49][50]
- Cneu Cornélio Lêntulo Clodiano, enviado para espionar os helvécios em 60 a.C..
- Cneu Cornélio Lêntulo Marcelino, cônsul em 56 a.C..
- Cneu Cornélio Lêntulo Vácia, mencionado por Cícero em 56 a.C..[51]
- Lúcio Cornélio Lêntulo Níger, flâmine marcial, morto em 56 a.C..
- Lúcio Cornélio Lêntulo (fl. 20 a.C.), flâmine marcial.
- Lúcio Cornélio Lêntulo Crus, cônsul em 49 a.C., partidário de Pompeu.
- (Públio) Cornélio Lêntulo Marcelino, questor no exército de César durante a guerra civil; derrotado por Pompeu, que sofreu pesadas perdas, na Batalha de Dirráquio e salvo posteriormente por Marco Antônio.[52][53]
- Lúcio Cornélio Lêntulo Cruscélio, proscrito pelo Segundo Triunvirato em 43 a.C., mas conseguiu escapar.[54][55]. Cônsul sufecto em 38 a.C..
- Cneu Cornélio Lêntulo, cônsul em 18 a.C..[56]
- Públio Cornélio Lêntulo Marcelino, cônsul em 18 a.C..[57][58]
- Cneu Cornélio Lêntulo Áugure, cônsul em 14 a.C..
- Lúcio Cornélio L. f. Lêntulo, cônsul em 3 a.C..[59][60]
- Cosso Cornélio Lêntulo Getúlico, cônsul em 1 a.C..
- Públio Cornélio Lêntulo Cipião, cônsul sufecto em 2.
- Cornélia, esposa de Lúcio Volúsio Satunino, cônsul sufecto em 3.
- Sérvio Cornélio Lêntulo Maluginense, cônsul sufecto em 10 e flâmine dial.
- Sérvio Cornélio Lêntulo Maluginense, filho de Sérvio Cornélio Lêntulo Maluginense e flâmine dial depois de sua morte.
- Públio Cornélio Lêntulo Cipião, tribuno de Quinto Júnio Bleso, procônsul da África em 22[61] e cônsul sufecto em 24.
- Cosso Cornélio Lêntulo, cônsul em 25.
- Cneu Cornélio Lêntulo Getúlico, cônsul em 26.
- Públio Cornélio Lêntulo, cônsul em 27.
- Cneu Cornélio Lêntulo Getúlico, cônsul em 55.
- Cosso Cornélio Lêntulo, cônsul em 60.[62][63]
- Cornélio Lêntulo, ator e escrito de pantomimas.[1]

### Cornélios Rufinos e Sulas
- Públio Cornélio Rufino, ditador em 334 a.C..
- Públio Cornélio Rufino, neto do ditador em 334 a.C.. Cônsul em 290 e 277; ditador em 280 a.C..[64]
- Lúcio Cornélio Rufino Sula, flâmine dial c. 250 a.C,[65] foi o primeiro com o agnome Sula.
- Públio Cornélio Sula e pretor urbano e pretor peregrino em 212 a.C.. Realizou os primeiros Jogos Apolinários.[66]
- Públio Cornélio Sula, pretor em 186 a.C., governou a Sicília como província.[67]
- Sérvio Cornélio Sula, pretor em 175 a.C. governou a Sardenha;[68] enviado para ajudar Lúcio Emílio Paulo na organização da Macedônia em 167 a.C..[69]
- Lúcio Cornélio Sula, filho do pretor em 186 a.C. e pai do ditador Lúcio Cornélio Sula Félix.[70]
- Lúcio Cornélio Sula Félix (138–78 a.C..), pretor urbano em 93 a.C.,[71] cônsul em 88 e 80 a.C. e ditador rei publicae constituendae causa entre 82 e 81 a.C..
- Sérvio Cornélio Sula, irmão do ditador.[72][73]
- Cornélia, filha do ditador com sua primeira esposa, Ília; casou-se com Quinto Pompeu Rufo e, depois de sua morte, Mamerco Emílio Lépido Liviano.
- Cornélio Sula, filho do ditador com sua quarta esposa, Cecília Metela Dalmática, morreu quando seu pai ainda estava vivo.[74][75]
- Fausto Cornélio Sula, filho do ditador, foi questor em 54 a.C. e, posteriormente, um partidário de Pompeu.
- Fausta Cornélia, filha do ditador e irmã gêmea de Fausto Cornélio Sula.
- Póstuma Cornélia, filha do ditador com sua quinta esposa, Valéria.
- Públio Cornélio Sula, um sobrinho do ditador, foi eleito cônsul em 66 a.C., mas acabou desqualificado e impedido de assumir o mandato. Partidário de Júlio César na guerra civil. Pode ter sido o pai de Lúcio Cornélio Sula, cônsul em 5 a.C..[76]
- Sérvio Cornélio Sula, outro sobrinho do ditador, participou das duas Conspirações de Catilina.[77][78]
- Cornélia Sula, filha de Fausto Cornélio Sula, casou-se com Lúcio Escribônio Libão, pretor em 80 a.C..
- Lúcio Cornélio Sula, cônsul em 5 a.C..[79][80]
- Fausto Cornélio Sula Lúculo, filho do cônsul em 5 a.C., foi cônsul sufecto em 31.
- Lúcio Cornélio Sula Félix, outro filho do cônsul em 5 a.C., foi cônsul em 33.[81][82]
- Fausto Cornélio Sula, filho do cônsul em 33, foi cônsul sufecto em 52.[5] Assassinado a mando de Nero em 63.
- Fausto Cornélio Sula Félix Barbatulo, cônsul em 60.
- Cornélio Sula, governador da Capadócia, condenado à morte por Heliogábalo.[83]

### Cornélios Dolabelas
- Públio Cornélio Dolabela Máximo, cônsul em 283 a.C..
- Marco Cornélio Dolabela, pretor na Sicília em 211 a.C..
- Cneu Cornélio Dolabela, nomeado rei das coisas sagradas no lugar de Marco Márcio em 208 a.C., cargo que deteve até sua morte em 180 a.C..[84]
- Lúcio Cornélio Dolabela, duúnviro naval em 180 a.C..
- Cneu Cornélio Dolabela, cônsul em 159 a.C..
- Cneu Cornélio Dolabela, condenado à morte em 100 a.C. juntamente com o tribuno da plebe Lúcio Apuleio Saturnino.[1]
- Cneu Cornélio Dolabela, cônsul em 81 a.C..
- Cneu Cornélio Dolabela, pretor urbano em 81 a.C., um cúmplice de Caio Verres.
- Públio Cornélio Dolabela, pretor urbano em 67 a.C. e, posteriormente, procônsul da Ásia.[85][86]
- Públio Cornélio Dolabela, cônsul sufecto em 44 a.C. e genro de Cícero.
- Públio Cornélio Dolabela, cônsul em 10 e procônsul da África em 23 e 24, conquistador de Tacfarinas.
- Públio Cornélio Dolabela, cônsul em 55.
- Cneu Cornélio Dolabela, condenado à morte por Aulo Vitélio em 69.[87]
- Sérvio Cornélio Dolabela Petroniano, cônsul em 86.[1]

### Cornélios Blásios

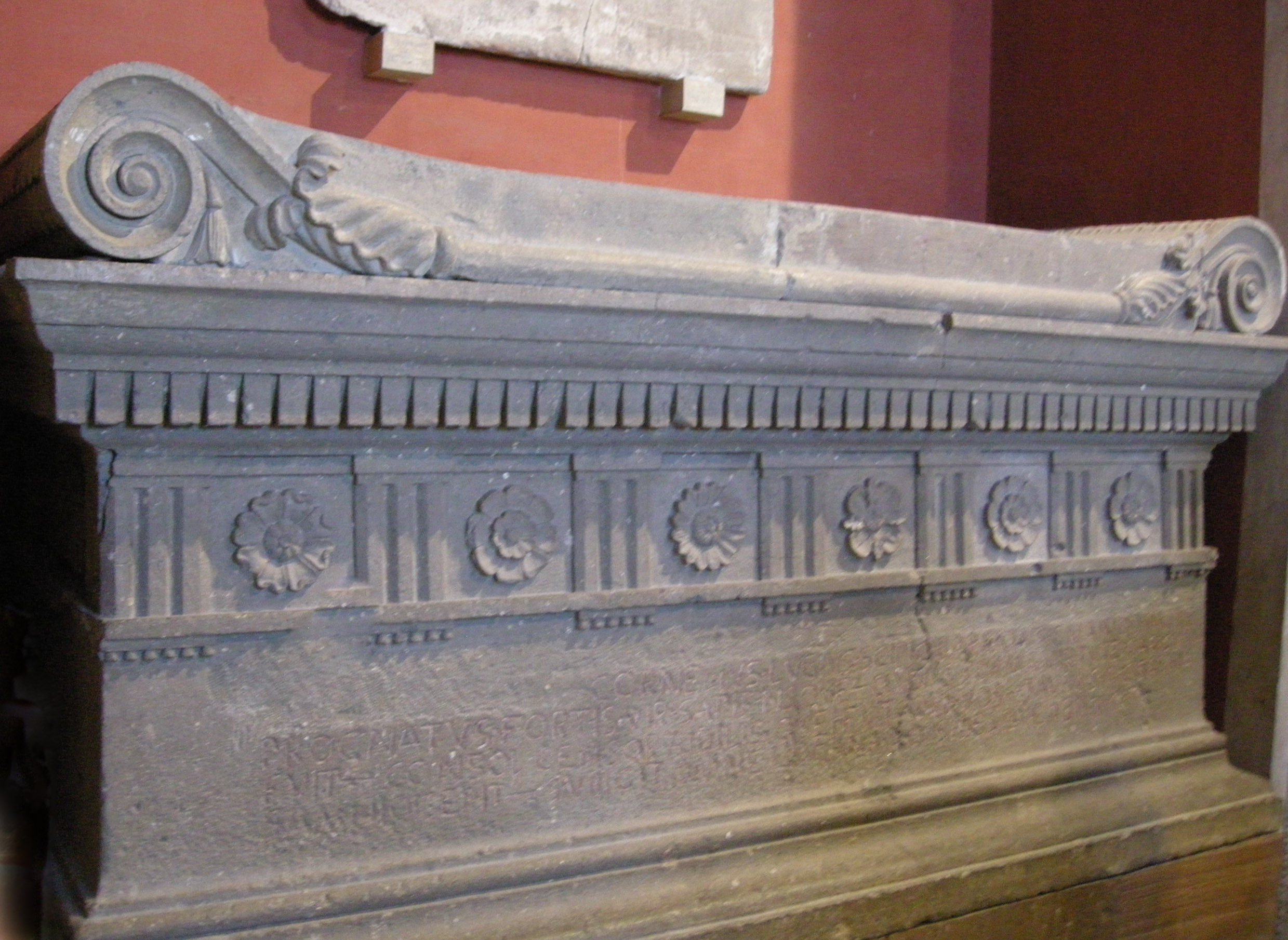
Sarcófago de Cipião Barbato encontrado no Túmulo dos Cipiões e atualmente preservado nos Museus Vaticanos.

- Cneu Cornélio Blásio, cônsul em 270 e 257 a.C. e censor em 265 a.C..
- Cneu Cornélio Blásio, pretor na Sicília em 194 a.C..[88]
- Públio Cornélio Blásio, embaixador aos carnos, ístrios e iápides em 170 a.C. e comissário especial em 168 a.C..[89]

### Cornélios Cetegos
- Marco Cornélio Cetego, um flâmine fracassado,[90] censor em 209 a.C. e cônsul em 204 a.C..
- Caio Cornélio Cetego, cônsul em 197 a.C. e censor em 194 a.C., primo do anterior.
- Públio Cornélio Cetego, cônsul em 181 a.C..
- Públio Cornélio Cetego, pretor em 184 a.C..[91]
- Marco Cornélio Cetego, cônsul em 160 a.C..
- Lúcio Cornélio Cetego, defensor de uma proposta de lei do tribuno Lúcio Escribônio Libo para derrubar Sérvio Sulpício Galba em 149 a.C..[92][93]
- Públio Cornélio Cetego, aliado de Caio Mário, perdoado por Lúcio Cornélio Sula em 83 a.C..
- Caio Cornélio Cetego, participante da Segunda Conspiração de Catilina em 63 a.C..
- Sérvio Cornélio Cetego, cônsul em 24.[1]
- Marco Gávio Cornélio Cetego, cônsul em 170.

### Cornélios Mérulas
- Lúcio Cornélio Mérula, pretor urbano em 198 a.C. e cônsul em 193 a.C..[94]
- Cneu Cornélio Mérula, nomeado legado pelo Senado Romano para resolver uma disputa a respeito da soberania de Chipre em 162 a.C..
- Lúcio Cornélio Mérula, edil curul em 161 a.C..[95]
- Lúcio Cornélio Mérula, flâmine dial e cônsul sufecto em 87 a.C..

### Cornélios Cinas
- Lúcio Cornélio Cina, cônsul em 127 a.C..[1]
- Lúcio Cornélio Cina, cônsul em 87 a.C. (deposto) e entre 86 e 84 a.C..
- Cornélia Cinila Menor, conhecida como "Cinila Menor", filha do cônsul em 87 a.C. e esposa de Júlio César.
- Lúcio Cornélio Cina, pretor em 44 a.C..
- Lúcio Cornélio Cina, cônsul sufecto em 32 a.C.. É possível que seja o mesmo que o anterior.
- Cornélio Cina, questor de Públio Cornélio Dolabela contra Marco Júnio Bruto.[96][97]
- Cneu Cornélio Cina Magno, cônsul em 5.

### Cornélios Balbos
- Lúcio Cornélio Balbo Maior, cônsul sufecto em 40 a.C..
- Públio Cornélio Balbo, irmão do cônsul em 40 a.C..[1]
- Lúcio Cornélio Balbo Menor, procônsul da África em 21 a.C., triunfou sobre os garamantes.

### Outros Cornélios do período republicano

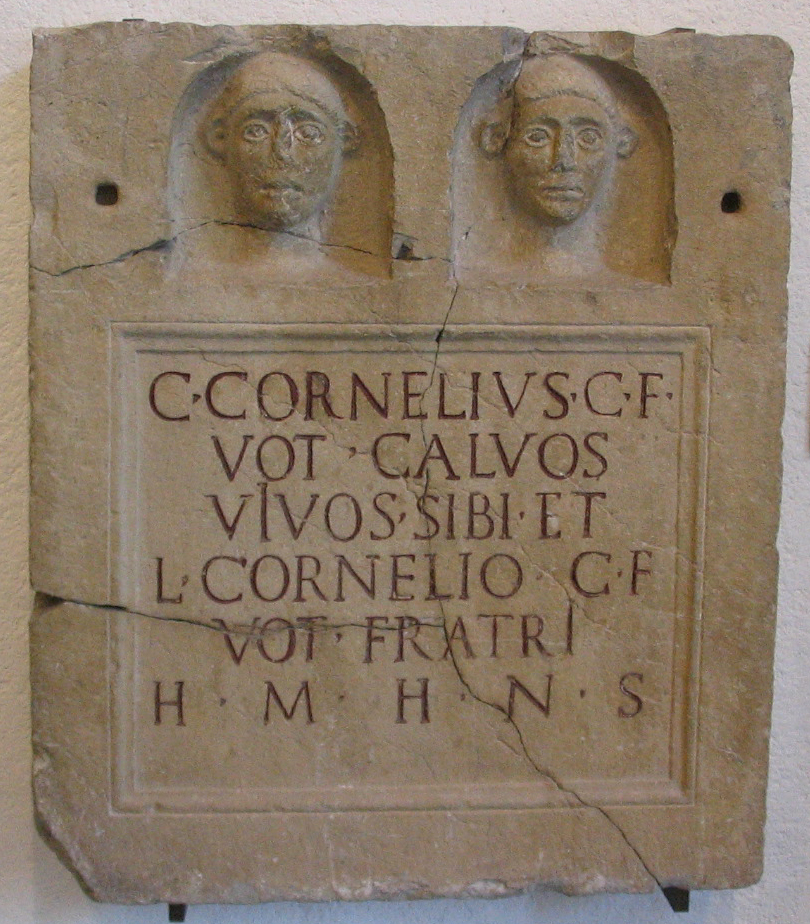
Estela com uma inscrição dos Cornélios preservada no Museu Arquelógico de Bérgamo, na Itália.

- Públio Cornélio Calussa, eleito pontífice máximo pro volta de 330 a.C. sem ter ocupado um cargo curul antes.[98]
- Sérvio Cornélio Merenda, cônsul em 274 a.C..
- Públio Cornélio Merenda, candidato fracassado ao consulado em 217 a.C..
- Aulo Cornélio Mamula, pretor na Sardenha em 217 a.C. e propretor em 216 a.C..
- Aulo Cornélio Mamula, pretor em Brútio em 191 a.C. e propretor em 190 a.C..[99]
- Públio Cornélio Mamula, pretor na Sicília em 180 a.C..[26]
- Cneu Cornélio, instalado como flâmine dial em 174 a.C..[100]
- Marco Cornélio Mamula, enviado em 173 a.C. para a Macedônia e Egito.
- Cornélio, escriba durante a ditadura de Sula e questor durante a de Júlio César.[101][102]
- Cornélio Fagita, capturou Júlio César quando ele foi proscrito por Sula em 82 a.C..[103][104]
- Caio Cornélio, questor de Pompeu e tribuno da plebe em 67 a.C..
- Caio Cornélio, um dos conspiradores com Catilina.[105][106]
- Públio Cornélio, tribuno da plebe em 51 a.C..[107]
- Cornélio, um centurião no exército de Otaviano em 43 a.C. enviado a Roma para exigir um consulado para seu general.[108]
- Caio Cornélio Galo, poeta e prefeito do Egito em 30 a.C..

### Outros Cornélios do período imperial
- Cornélio Tlepolemo, um pintor de Cibira, na Sicília, trabalhou para Caio Verres. Cícero o chamou de um dos "canes venatici" ("cães de caça") de Verres.[109]
- Cornélio Nepos, um historiador contemporâneo de Cícero.
- Cornélio Severo, poeta na época de Augusto.[1]
- Aulo Cornélio Celso, um celebrado escritor latino sobre medicina, provavelmente viveu na primeira parte do século I.
- Cornélio Tusco, um historiador citado por Sêneca, o Velho, que acusou Mamerco Emílio Escauro de majestas (traição) em 34.[110][111]
- Cornélio Fusco, um general romano e aliado de Vespasiano.
- Cornélio Fusco, provavelmente filho do general anterior, correspondente de Plínio.[112]
- Cornélio Marcial, serviu no exército de Tito Flávio Sabino e morreu quando o Capitólio foi incendiado em 69.[113]
- Cornélio Laco, prefeito pretoriano do imperador Galba, 69-70.
- Marco Cornélio Nigrino Curiácio Materno, cônsul sufecto em 83 e governador da Mésia.
- Caio Cornélio Galicano, cônsul sufecto em 84 e procônsul da África.
- Caio Cornélio Tácito, historiador da segunda metade do século I.[1]
- Aulo Cornélio Palma Frontoniano, cônsul em 99 e 109, condenado à morte por Adriano em 117.
- Sérvio Cornélio, um jurista em na época de Adriano.[1]
- Marco Cornélio Fronto, um famoso orador e cônsul sufecto em 143.[1]
- Cneu Cornélio Severo, cônsul em 152.
- Júlia Cornélia Paula, imperatriz e primeira esposa de Heliogábalo (219–220).